# Maria Gabriella Sagheddu

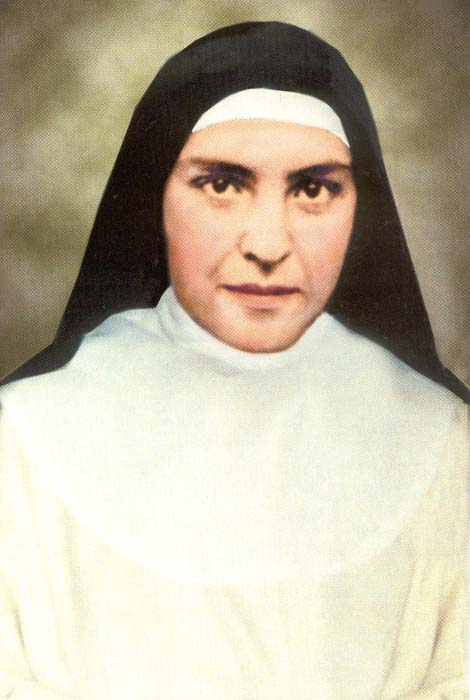

Maria Gabriella Sagheddu OCSO (* 1914 in Dorgali, Sardinien; † 23. April 1939 in Grottaferrata) war eine italienische Trappistin und wird in der römisch-katholischen Kirche als Selige verehrt.
Sagheddu wuchs in einer Hirtenfamilie auf und soll nach Zeugenaussagen aufbrausend und widerborstig gewesen sein, mit 18 Jahren aber vollzog ihr Charakter eine Wandlung. Mit 21 Jahren entschied sie sich, ihr Leben Gott zu weihen und trat auf Anraten ihres Beichtvaters bei den Trappisten ein. Als ihre Obere Mutter Maria Pia Gullini den Schwestern auftrug, für die Einheit der Christen zu beten, fühlte Maria das Verlangen, ihr Leben für dieses Anliegen hinzugeben. Sie starb im Alter von 25 Jahren während einer Vesper an Tuberkulose. Ihr Gedächtnis fand rasch Verbreitung und im Jahr 1957 stellte man fest, dass ihr Leichnam unversehrt geblieben war. Ihre Überreste wurden daraufhin in das Kloster in Vitorchiano übergeführt.
Papst Johannes Paul II. sprach sie am 25. Januar 1983 selig. In seiner ökumenischen Enzyklika Ut unum sint griff er das Anliegen Maria Gabriellas auf:
Auf Grund ihrer Berufung zu einem Leben in Abgeschiedenheit von der Welt hat Schwester Maria Gabriella ihr Dasein der Meditation und dem Gebet mit dem Schwerpunkt auf dem 17. Kapitel des Johannesevangeliums gewidmet und es für die Einheit der Christen dargebracht. Genau das ist der Ansatz und Kern jedes Gebetes: die totale und vorbehaltlose Hingabe des eigenen Lebens an den Vater durch den Sohn im Heiligen Geist. Das Beispiel von Schwester Maria Gabriella lehrt uns und lässt uns begreifen, dass es keine besonderen Zeiten, Situationen oder Orte gibt, um für die Einheit zu beten. Das Gebet Christi zum Vater ist Modell für alle, immer und an jedem Ort.
Ihr Gedenktag ist der 22. April.